# مجاعة بنغلاديش في عام 1974

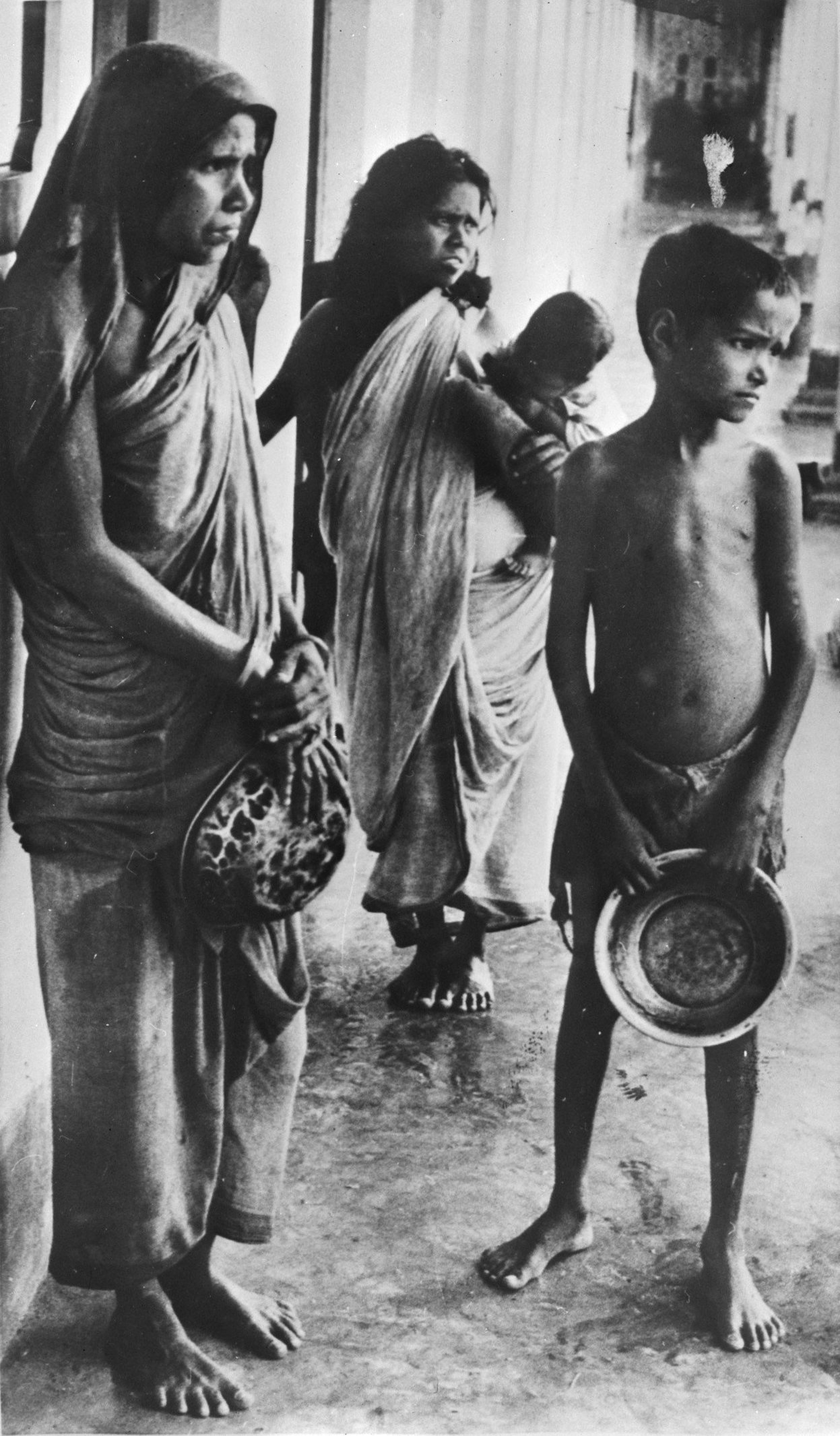
صورة لأطفال من بنغلادش أبان المجاعة عام 1974

إن مجاعة بنغلاديش في عام 1974 هي فترة من المجاعات الجماعية التي بدأت في مارس/آذار من عام 1974، وانتهت في ديسمبر/ كانون الأول من العام نفسه، تعتبر هذه المجاعة الأسوء في العقود الآخيرة، فاتصف بالفيضان العارم على طول نهر براهمابوترا ذلك بالإضافة إلى ارتفاع معدل الوفيات.
بدأت التحذيرات في مارس/ آذار 1974، عندما ارتفع سعر الأرز ارتفاعًا شديدًا، وفي ذلك الشهر، بدأت المجاعة في الانتشار في مقاطعة رانغبور، وهي المنطقة التي ستصبح واحدة من الثلاث مناطق الأكثر تضررًا، وذلك كان بعد سنتين وثلاثة أشهر فقط منذ نهاية حرب الاستقلال البنغلاديشية (ديسمبر/ كانون الأول 1971) والإنشاء الرسمي للدولة، وعلى أكثر من صعيد، لم تكن دولة بنغلاديش الجديدة وبنيتها التحتية وأسواقها الدمرة مستعدة بأي شكل من الأشكال للتعامل مع مثل ذلك الوضع، فبالإضافة إلى ذلك، كان الفساد منتشرو متفشي بين المسئولين المعينين الجدد، في أبريل/ نيسان، على الرغم من تأكيد المسئولين أن الأزمة ستكون مؤقتة، استمرت أسعار الأرز في الارتفاع بشدة وزادت تقارير المجاعات، ومن أبريل/ نيسان حتي يوليو/ تموز، ضُربت البغلاديش بأمطار غزيرة وسلاسل من الفيضانات المدمرة على ضفاف نهر براهمابوترا مع زيادة الحوادث بشكل ملحوظ في شهر مايو/ أيار، وفي شهر يوليو/ تموز، تضاءلت قدرة محاصيل الأرز على الصمود في ظل هذه الظروف بسبب انتشار ثقافة زراعة الأرز وفير الغلة، علاوة على ذلك، تراجعت الهند في تعاونها مع الحكومة البغلاديشية، وتدمرت محاصيل الأرز وارتفعت الأسعار، وفي شهر أكتوبر/ تشرين الأول، وصلت أسعار الأرز إلى ذروتها وبحلول شهر نوفمبر/ نشرين الثاني هدأت الأوضاع لوصول المعونة الأجنبية ونمو محصول الشتاء، وانتهت المجاعة رسميًا بحلول شهر ديسمبر/ كانون الأول على الرغم من استمرار حالات الوفيات «الزائدة» (مثل الأمراض) خلال العام الذي يتبع الأزمة مثل ما حدث مع معظم المجاعات، عانى الشعب أكثر في المناطق الريفية بسبب الجوع، وعلى العموم، ارتبطت شدة المجاعة الإقليمية بالتعرض للفيضانات ومما لا شك فيه ساعدت الفيضانات علي تفاقم أزمة المجاعة، ولكن وعلى الرغم من التحذيرات من المجاعة التي سبقت الفيضان يوقت طويل (كما هو موضح أعلاه)، تظل الفيضانات هي الملامة بين الناس على حدوث المجاعة.